# 晋恒银号旧址
晋恒银号旧址是一处近现代重要史迹及代表性建筑，位于山西省晋中市祁县昭余镇西大街社区西大街23号，建于1929年。
2021年8月4日，晋恒银号旧址授予山西省文物保护单位。